# Theristus (D.) procerum
Theristus (D.) procerum är en rundmaskart. Theristus (D.) procerum ingår i släktet Theristus, och familjen Monhysteridae. Arten är reproducerande i Sverige.